# Carmen Lynch
Carmen Lynch   (Califòrnia, 17 de gener de 1972) és una còmica, actriu i escriptora catalanoamericana que viu a la ciutat de Nova York.

## Biografia
Carmen Dyanne Lynch, nascuda a Califòrnia, és filla d'una infermera de Tortosa i un almirall de l'exèrcit nord-americà. Va passar part de la seva infantesa entre les bases militars de Rota i la de Torrejón, a l'Estat espanyol. Malgrat la seva predisposició per la biologia i la química, es va graduar en psicologia al College of William and Mary en Williamsburg, Virginia.
En finalitzar els seus estudis, intenta l'examen d'ingrés al FBI, però falla en l'examen psicològic. Després, es va traslladar a Nova York per a començar una carrera com a actriu abans d'endinsar-se al món dels monòlegs i la comèdia.
Ha actuat en anglès i castellà.

### Trajectòria professional
Ha aparegut en The Tonight Show de Jimmy Fallon, Conan, Inside Amy Schumer, Last Comic Standing, The Late Show with David Letterman, The Late Show with Stephen Colbert, @midnight i A Prairie Home Companion.
Lynch va participar dues vegades al Last Comic Standing de la NBC, i en totes dues ocasions va arribar a les rondes finals. També, va ser finalista del Laughing Skull Comedy Festival. Així mateix, ha estat col·laboradora en la revista satírica MAD.
D'altra banda, ha aparegut en programes de televisió com The Good Wife i pel·lícules com Amira & Sam (2014), Carmen (2017) i Wanda Sykes Presents Herlarious (2013).
És co-creadora de la sèrie web de vídeos, Apt C3, amb la còmica Liz Miele i el fotògraf Chris Vongsawat.
Lynch ha fet espectacles per a les tropes estatunidenques a l'Iraq i a Kuwait. El 2017, el seu número de comèdia i el seu àlbum, Dance Like You Don't Need the Money, va ser proposat per The New York Times com "un dels cinc imprescindibles" i va ser votat com l'àlbum de comèdia número 1 de l'any per SiriusXM.